# Laimella filicaudata
Laimella filicaudata is een rondwormensoort uit de familie van de Comesomatidae. De wetenschappelijke naam van de soort is voor het eerst geldig gepubliceerd in 1974 door Ward.